# Agrostis abietorum
Agrostis abietorum é uma espécie de gramínea do gênero Agrostis, pertencente à família Poaceae.